# 和解 (诉讼)
在法律上，和解是争议各方就法律案件达成的方案，在法庭诉讼开始之前或之后达成。集体和解是对多个类似法律案件的和解。
庭外和解僅對和解之當事人具有效力。由於並非在法庭上達成和解，故和解內容並沒有確定判決同一之效力，而僅有和解之效力，即一般之契約之效力。
通常庭外和解的協議是保密的，即是說公眾不可能知道該協議的內容，例如不知道誰對誰錯、甚至金錢金額。因此也不可以前身此類個案作為引申，令其他個案的民事受害人要求同額的補償或賠償。

## 相關
- 合約法
- 家事法庭
- 強制執行

1. ↑  Erichson, Howard M. . DePaul Law Review. 2010–2011, 60: 627  [21 September 2021]. （原始内容存档于2021-09-21）.